# Basarab (stație de metrou)
Basarab este o stație de metrou din București. Este situată la nord-estul Gării de Nord, la intersecția cu Calea Griviței și Șoseaua Nicolae Titulescu. Accesul la Gara Basarab, care este folosită pentru trenuri locale CFR, este posibilă printr-un tunel subteran. Stația este foarte apropiată de stația de metrou Gara de Nord, luminile sale putând fi văzute de la platformele din stația Gara de Nord 2.
Stația are patru linii la același nivel, dintre care două împreună în centru (pentru M1) și două în părțile laterale (pentru M4). Șinele sunt accesate prin două platforme tip insulă, permițând transferul ușor între trenurile M1 și trenurile M4.
În noua hartă Metrorex, în care a fost adăugată M5, stația primește numele de Basarab, neexistând deci o stație Basarab 1 respectiv Basarab 2.

## Istoric
Stația Basarab a fost adăugată la rețea după terminarea liniei M1, pentru a facilita o corespodență între liniile M1 și M4 (transferul între cele două linii este mai dificil la stația Gara de Nord, unde trebuie făcută trecerea între terminalul Gara de Nord 1 și Gara de Nord 2, necesitând validarea/plata unei noi călătorii). Construcția stației a început în noiembrie 1990 și s-a terminat în ianuarie 1992 pentru secția M1 și martie 2000 pentru secția M4.
De-a lungul timpului, stația a suferit mai multe modificări.
În mai 2017, porțile de acces originale au fost schimbate cu unele moderne, ce încorporează cititor de cartelă cu bandă magnetică, cititor de cartelă electromagnetică și terminal POS pentru plata contactless cu cardul (inaugurată în 2020). Achiziția acestora a fost cofinanțată de Uniunea Europeană prin Programul Operațional Infrastructură Mare - POIM.
Spre sfârșitul anului 2022, în stație și pe căile de acces către aceasta a fost montat pavaj tactil pentru persoanele cu deficiențe de vedere.

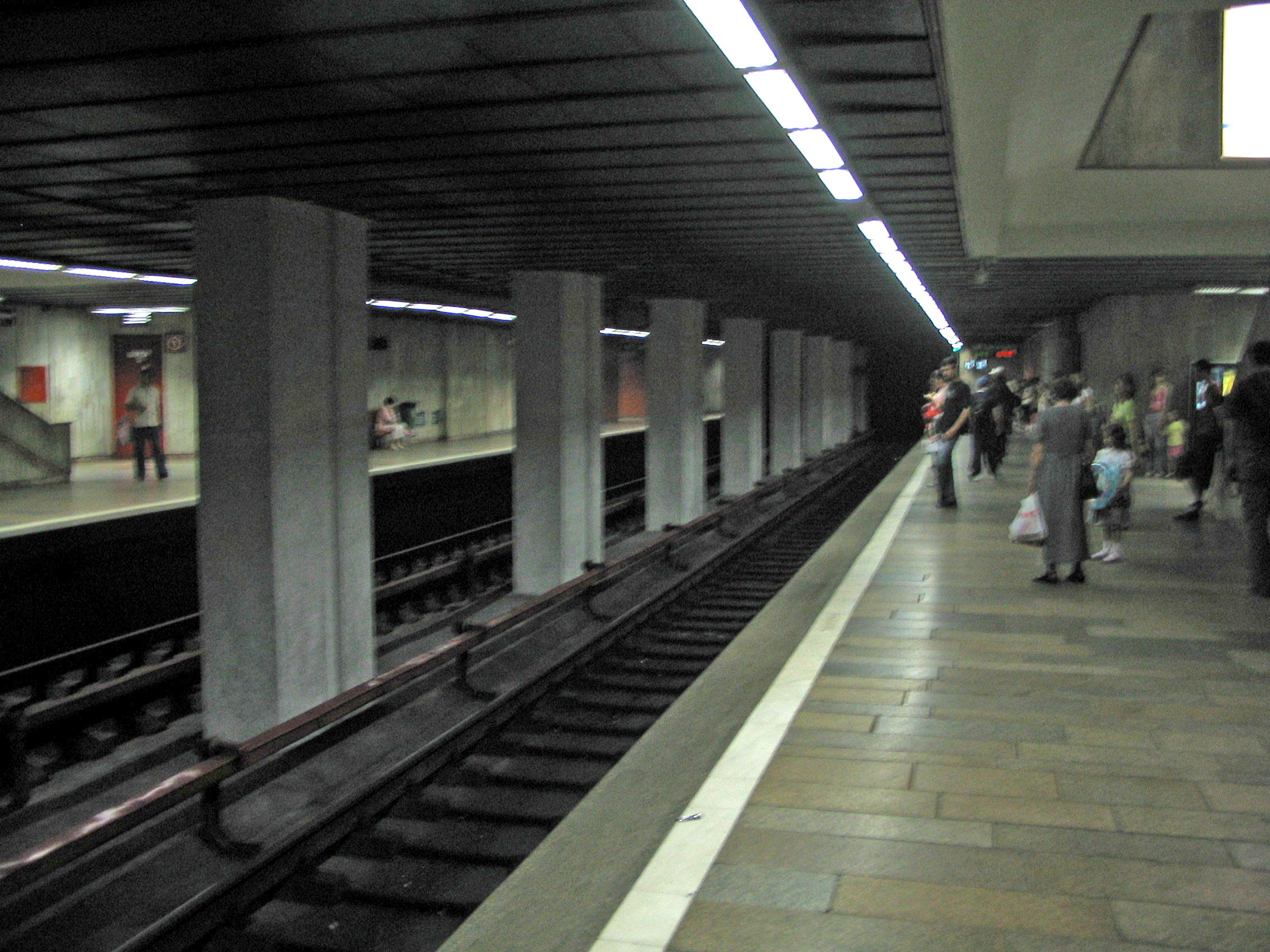
Stația Basarab (M1) în 2006
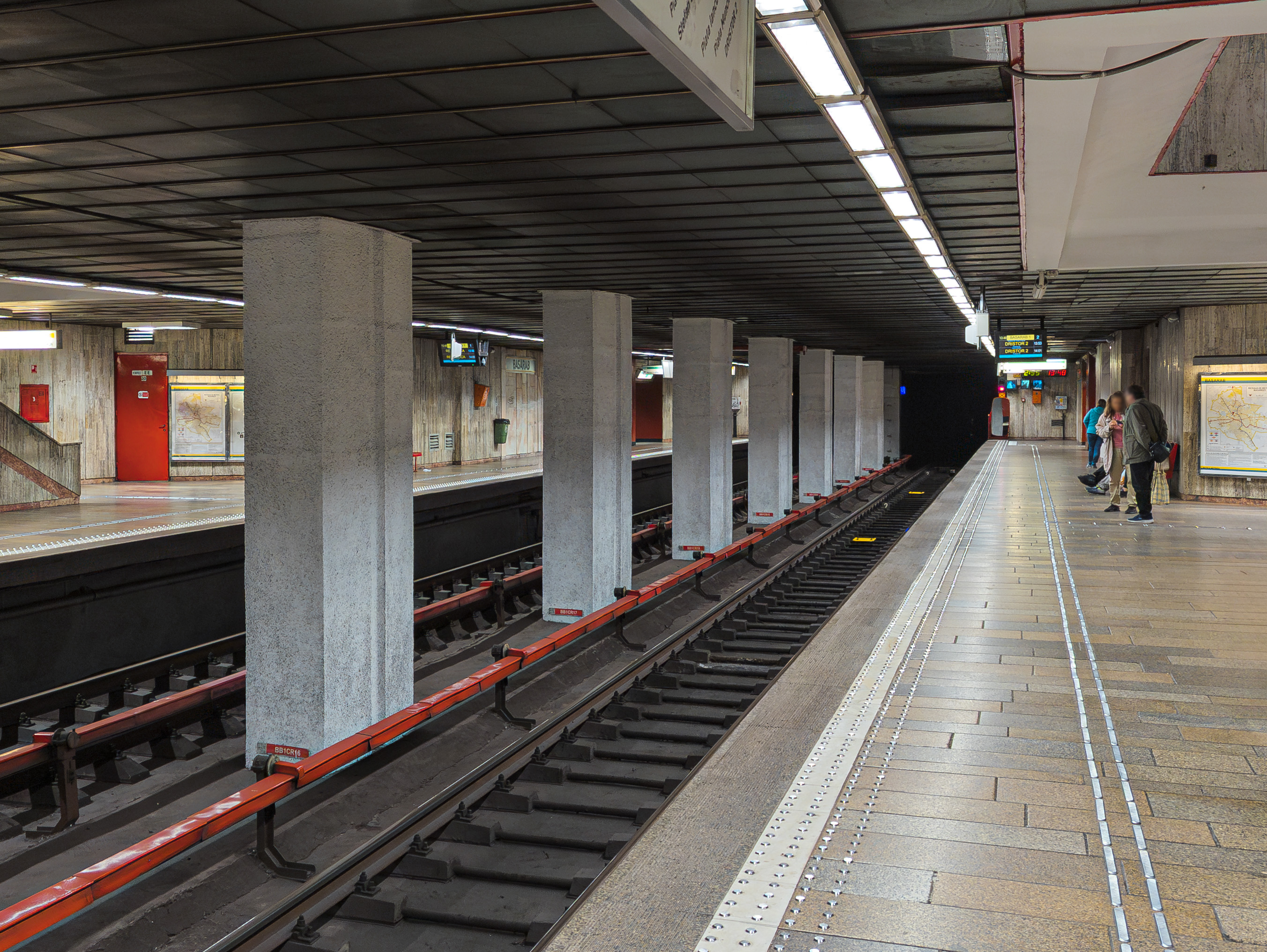
Stația Basarab (M1) în 2023

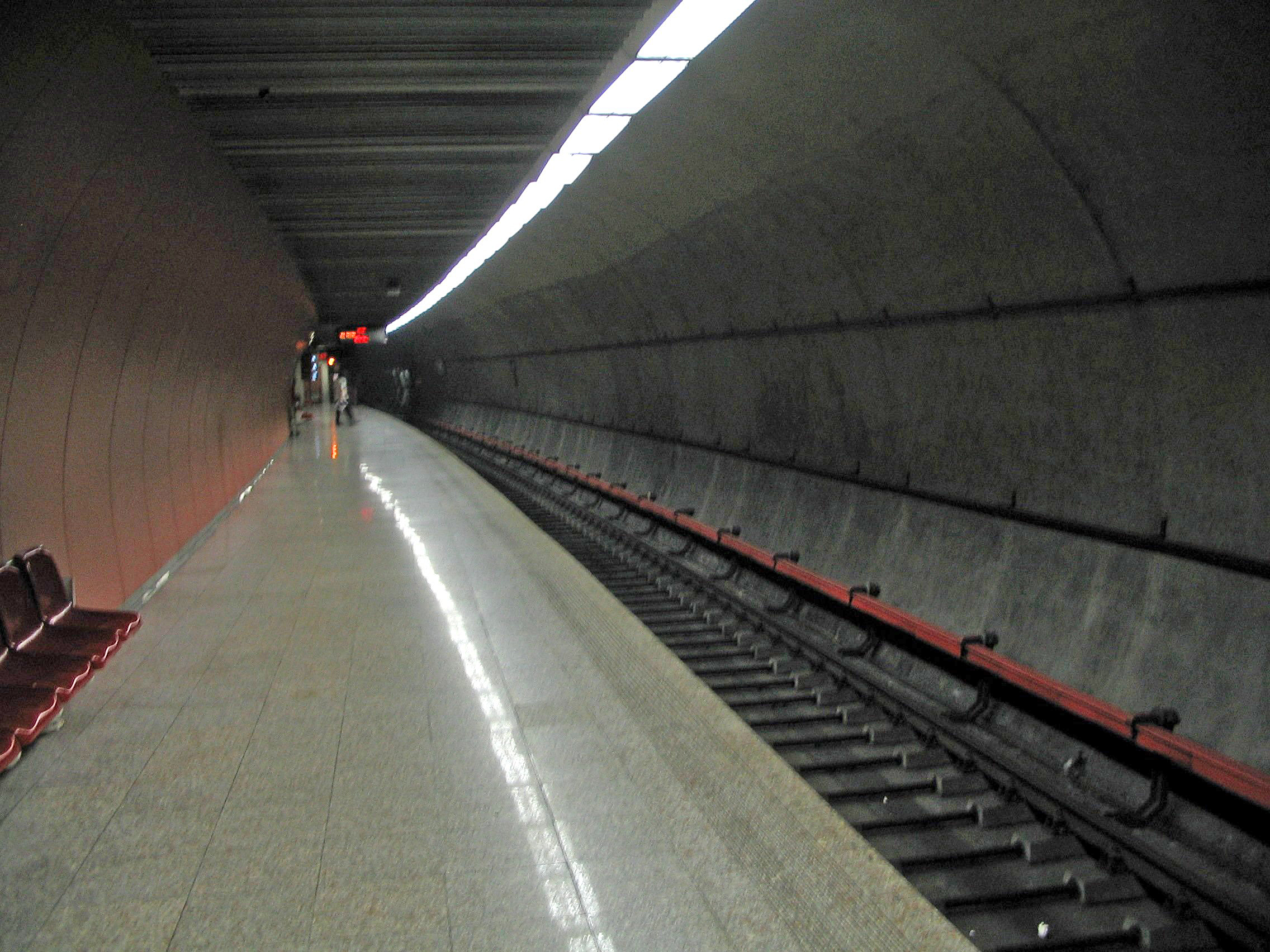
Stația Basarab (M4) în 2006
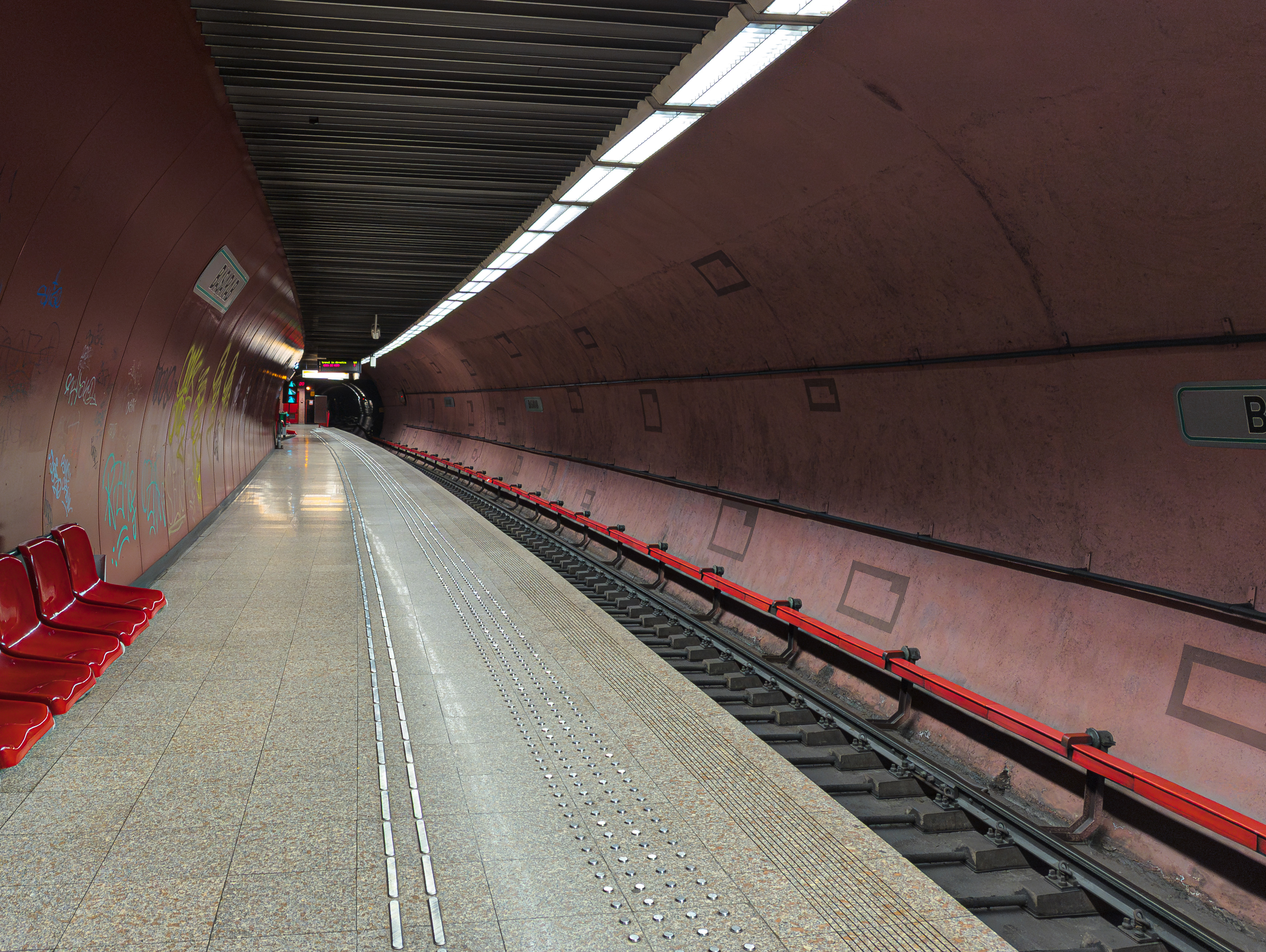
Stația Basarab (M4) în 2023
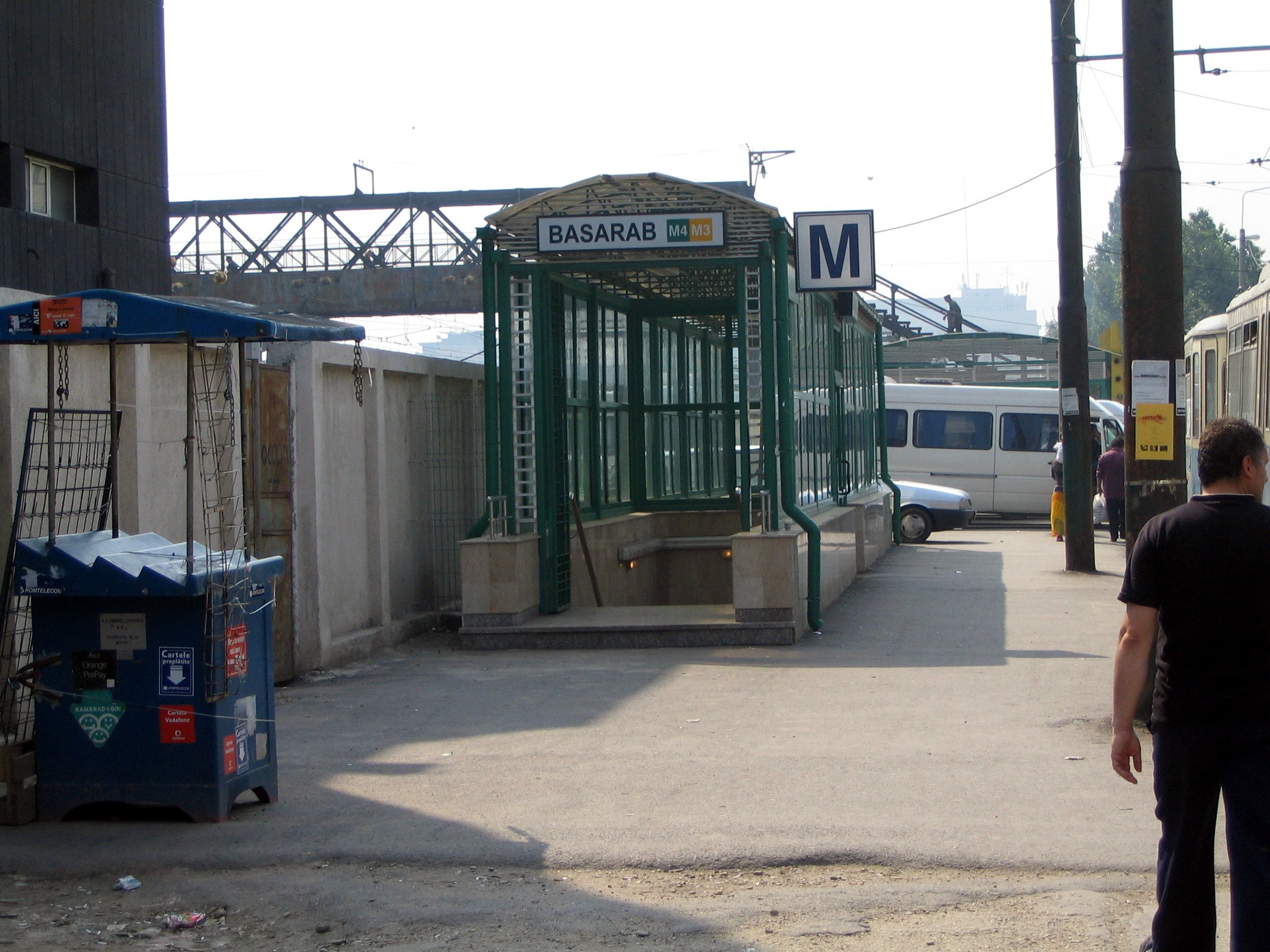
Holul stației